# Galapagosia minuta
Galapagosia minuta är en tvåvingeart som beskrevs av Charles Howard Curran 1934. Galapagosia minuta ingår i släktet Galapagosia och familjen parasitflugor.
Artens utbredningsområde är Galápagosöarna. Inga underarter finns listade i Catalogue of Life.